# Gymnanthe faminensis
Gymnanthe faminensis là một loài rêu trong họ Acrobolbaceae. Loài này được Ångström mô tả khoa học đầu tiên năm 1876. Danh pháp khoa học của loài này chưa được làm sáng tỏ. 